# 中根雪江
中根 雪江（なかね せっこう（ゆきえ）、文化4年7月3日（1807年8月4日） - 明治10年（1877年）10月3日）は、日本の江戸時代末期（幕末）から明治の武士（福井藩士）、政治家。名は師質（もろかた）、始め栄太郎と称し、のちに靱負（ゆきえ）を通称とした。雪江・拘堂・拙舟などと号したが、このうち「雪江」を最も愛用し、ことに文久3年（1863年）に6月に家督を嫡男師建に譲って、元治元年（1864年）5月に「御側用人隠居之御取扱」になってからは通称も靱負から雪江に改め、自他ともにこれを用いた。雪江の読み方については『中根雪江先生』では「せっこう」が正しいとしている。晩年に松陰漁翁と号す。弟に平本平学（良戴）、従弟に浅井八百里（政昭）がいる。

## 生涯
文化4年（1807年）、福井藩士（700石取り）・中根孫右衛門（衆諧）の長男として越前国福井の城下に生まれる。
文政13年（天保元年、1830年）、家督を継ぎ、藩の儒学者に学ぶ。のちの天保9年（1838年）に江戸詰を命じられ出府した機会に平田篤胤の「気吹舎（いぶきのや）」に入門し国学を学んだ。また、平田篤胤に学んだことで勤王の志を立てた。
天保9年（1838年）7月に15代藩主であった病弱な松平斉善（なりさわ）が初の国入りの直後に19歳で突然死去したため、斉善の兄であった12代将軍徳川家慶の意向により田安家八男の松平慶永（春嶽）が11歳で16代藩主に就任した。中根はその教育係として御用掛となり国学を教授し、慶永は本居宣長や平田篤胤の著述を学ぶに及んで思想を発展させた。同時に新藩主慶永のもとで藩政の守旧派の中心人物であった家老・松平主馬が罷免され、改革派に理解を示す家老岡部左膳、側用人天方孫八・秋田八郎兵衛らとともに主導権を得ることとなり、鈴木主税・浅井八百里・石原甚十郎ら少壮気鋭の藩士らと協力して、藩政改革を実行した。そして、その一環として、全藩士の俸禄三年間半減と、藩主自身の出費五年削減の倹約政策などを行ったほか、藩庫を潤すべく知行制を廃止した。だが、この知行制廃止が上・中級藩士の不満を招き、弘化2年（1845年）3月、知行制は旧に復され、混乱の責任をとって、罷免された。だが、その後、弘化4年に晴れて復帰して、亡き天方孫八の跡、側用人となり、再び藩政改革に着手する。また、藩政、軍制改革とは別に笠原白翁（良策）などにも援助を行って、牛痘による天然痘予防の普及に少なからず関与した。
江戸幕府の幕政に参与として参画し、老中の相談役的立場に立った慶永を輔翼し、嘉永6年（1853年）にアメリカ合衆国のマシュー・ペリー率いる艦隊が来航して通商を求めると、攘夷論者であった慶永に開国を進言する。安政の大獄によって慶永が隠居謹慎させられるが、雪江の側用人はそのままで17代藩主松平茂昭を補佐するため、文久元年（1861年）に江戸へ赴く。慶永が政界復帰して政事総裁職になると、横井小楠らと公武合体政策に従事し、将軍・徳川家茂の上洛に運動。万延元年（1860年）からは著作活動に専念し、慶永らの政治活動を著わした『昨夢紀事』を記している。文久3年（1863年）5月27日に京都の越前藩邸で坂本龍馬と会談した際に、福井でじっとしている春嶽父子に上京するようにと要請されるが、機が熟していないと反対し、翌年6月に福井に帰国し、藩重臣会議の席で上京派である横井小楠らと揉め一時蟄居となる。
王政復古で成立した明治新政府の徴士参与、内国事務局判事として出仕するが、翌年に免職。福井県三国町宿浦で閉居し、友人の勝海舟と親交を深め、釣りを楽しみとし、『再夢紀事』『丁卯（ていぼう）日記』『戊辰日記 』『奉答紀事』など著作活動を行った。
明治10年（1877年）10月3日、東京市麹町区1番地の岩佐病院において脚気症により71歳で死去。墓所は東京都品川区の海晏寺。明治18年（1885年）、従四位を追贈された。福井城近くの神明神社に平成18年（2006年）に設置された像がある。

## 著作
- 『昨夢紀事 上巻』（八尾版）八尾新助、1896年。
- 『昨夢紀事 下巻』（八尾版）八尾新助、1896年。
- 『昨夢紀事』（侯爵松平家蔵版）日本史籍協会、1920-1921。
  - 『昨夢紀事 第一』日本史籍協会〈日本史籍協会叢書〉、1920年。
  - 『昨夢紀事 第二』日本史籍協会〈日本史籍協会叢書〉、1921年。
  - 『昨夢紀事 第三』日本史籍協会〈日本史籍協会叢書〉、1921年。
  - 『昨夢紀事 第四』日本史籍協会〈日本史籍協会叢書〉、1921年。
- 『昨夢紀事』（日本史籍協会叢書117～120）東京大学出版会、1968年。
- 『再夢記事 全』（侯爵松平家蔵版）日本史籍協会、1922年。
- 『戊辰日記』（岩崎英重 編）日本史籍協会〈日本史籍協会叢書〉、1925年。
- 『奉答紀事 : 春岳松平慶永実記』東京大学出版会〈新編日本史籍協会叢書 1〉、1980年10月。ASIN B000J839BK。
- 『橋本左内事迹』（中根雪江 筆）福井市立郷土歴史博物館〈福井市立郷土歴史博物館史料叢書 5〉、1987年3月。
- 『再夢紀事・丁卯日記』（日本史籍協会 編）東京大学出版会〈日本史籍協会叢書 105〉、1988年2月。ISBN 4130977059。